# Damietta
Damietta (arab. دمياط = Dimyāţ) – miasto w Egipcie, ośrodek administracyjny muhafazy Damietta, port nad Damiettą (wschodnie ramię Nilu), w pobliżu jej ujścia do Morza Śródziemnego. Miasto liczy ponad 200 tysięcy mieszkańców, jest ośrodkiem przemysłowym i ważnym portem rybackim.

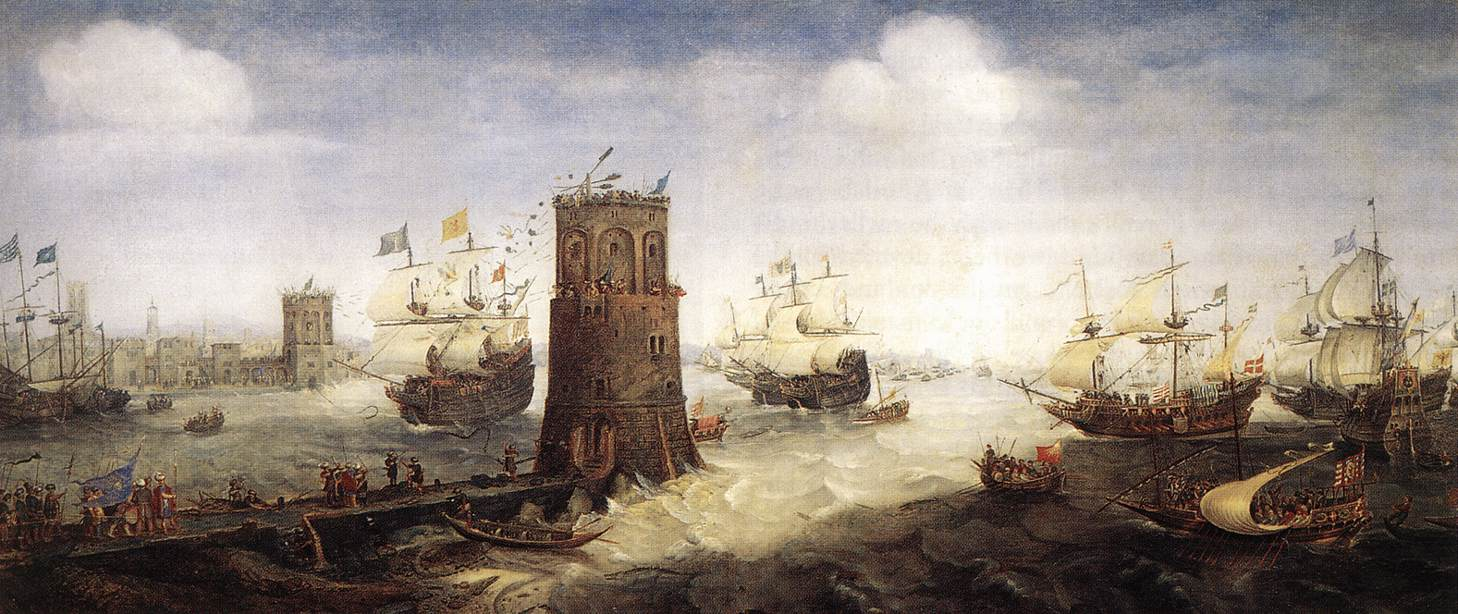
Zdobycie Damietty przez krzyżowców

Od wczesnego średniowiecza ważny port śródziemnomorski i nilowy, o znaczeniu strategicznym, stąd często atakowany przez różnych najeźdźców. W latach 738, 853, a następnie w 986 zdobyta przez Bizancjum, w 1155 przez Normanów, w 1196, 1218 i 1249 – przez krzyżowców, a w 1796 przez Francuzów.
W Damietcie znajduje się zabytkowy meczet z XIV w.

## Urodzeni w mieście
- Zahi Hawass